# سيميثيكون
سيميثيكون هو عامل مضاد للرغوة يؤخذ عن طريق الفم يستخدم لتخفيف الانتفاخ، الانزعاج أو الألم الحاصل بسبب كمية الغازات الكبيرة في المعدة أو الأمعاء— غالبا بسبب ابتلاع الهواء، مع كميات صغيرة من غاز الهيدروجين والميثان. في المعدة أو الامعاء. سيميثيكون هو مزيج من ثنائي ميثيل السيليكون المتعدد وجل السيليكا المميَه.

## المفعول الكيميائي والتأثيرات الدوائية
سيميثيكون هو عامل مضاد للرغوة يعمل على تقليل التوتر السطحي لفقاعات الغاز، مما يؤدي إلى دمج الفقاعات الصغيرة في فقاعات أكبر حجما فيصبح مرورها أسهل في المعدة. سيميثيكون لا يقلل أو يمنع تكون الغازات في الجهاز الهضمي، إنما يزيد من معدل خروجها من الجسم. سيميثيكون يخفف الألم الناتج عن الغازات في الأمعاء من خلال تقليل الرغوة مما يسمح بسهولة التخلص من الانتفاخ البَطْن.
سيميثيكون لا يتم امتصاصه في الجسم ولا يدخل مجرى الدم، لذلك يعتبر نسبيا آمن. المعاهد الوطنية للصحة  أبلغت انه عادة لا يوجد آثار جانبية لـ سيميثيكون عند تناوله حسب التعليمات. مع أنه تم التشجيع على استخدام سيميثيكون لعلاج مغص الرضع، إلا أن التجارب العشوائية الخاضعة للتحكم لم تثبت فاعليته لهذا الاستخدام; بالرغم من الآراء التقليدية حول هذا الموضوع، على ما يبدو أن سبب المغص ليس الغازات.
محاليل سيميثيكون ذات التراكيز المختلفة لديها أيضا تطبيقات صناعية لتقليل الرغوة في عمليات كيميائية معينة.
استخدام سيميثيكون أثناء فحص البطن بالأمواج فوق الصوتية يساعد في التقليل من المعيقات البصرية الناتجة عن الغازات، لكن ليس له تأثير على غازات التجويف الخارجي للقولون.
سيميثيكون لا يقلل من تكون الغازات في القناة الهضمية، لكن يوجد مكملات انزيمات تؤخذ مع الوجبات قد تقوم بذلك (مثل ألفا غالاكتوزداز، المسوَّق باسم Beano)

## التوفر
بشكل عام سيميثيكون متوفر بالصيدليات كدواء بدون وصفة تحت أسماء تجارية كثيرة وبعدة جرعات وتركيبات مع أدوية أخرى، بما فيها:
•	Aero-Red (اسبانيا)
•	Air-X (تايلاند)
•	Anaflat (Teva)
•	Antacil (تايلاند)
•	 Antiflat (النمسا)
•	Baby's Own Infant Drops
•	Bloateze (Phoenix مختبرات- ايرلاندا)
•	Deflatine
•	De-Gas (الأردن، تايلاند، أستراليا)
•	Di-gel (di-gel Health Products, LLC - أمريكا)
•	Disflatyl (مصر)
•	Dulcogas (تركيا، أستراليا)
•	Espumisan (بلغاريا، هنغاريا، رومانيا، بولاندا، الجمهورية التشيكية، سلوفاكيا، كرواتيا، روسيا، مقدونيا)
•	Flatin (هنغاريا)
•	Flatulex
•	Factor AG 200 (الأرجنتين)
•	GasAid
•	Gascon (تايوان)
•	Gas-Med
•	Gas Relief
•	Gasvan (صربيا)
•	Gas-X
•	Gazim X (فلسطين المحتلة)
•	Gaszym (تايلاند)
•	Genasyme
•	Imodium Multi-Symptom Relief (سابقا Imodium Advanced)
•	Imogas
•	Imonogas
•	Infacol
•	Infacon
•	Kremil-S
•	Kupla Stop (فنلندا)	•	Lefax (ألمانيا)
•	Little Tummys
•	Luftal (البرازيل والمكسيك)
•	Maalox Anti-Gas
•	Maalox Max
•	Mag77
•	Meteoxane (فرنسا)
•	Metsil (تركيا)
•	Minicol (الباكستان)
•	Minifom (النرويج، السويد)
•	My Baby Gas Relief Drops
•	Mylanta Gas
•	Mylanta Gas Relief
•	Mylicon Drops
•	Mylicongas (إيطاليا)
•	Ovol
•	Phazyme
•	Rantac-MPS(UNIQUE PHARMA - الهند)
•	Refalgin (إيطاليا)
•	RennieDeflatine
•	Rolaids
•	SAB Simplex
•	Silan (ارجواي)
•	Siloxogene (الهند)
•	Simeco (الفلبين)
•	Simicol (إسرائيل)
•	Telament (جنوب أفريقيا)
•	Triaerom (برو)
•	WindEze (بريطانيا)

## استخدامات أخرى
سيميثيكون يستخدم في بعض المنظفات عندما تكون الرغوة غير مرغوبة.
سيميثيكون يستخدم أيضا في عمليات التخمير للتقليل من قص البروتين أثناء التحريك.

## الآثار الجانبية
الأثار الجانبية الأكثر شيوعا لـ سيميثيكون هي آثار متعلقة بالجهاز الهضمي، بما فيها اسهال خفيف، غثيان قلس، وتقيؤ.